# Vincent Curatola
Vincent Curatola (Englewood, 16 agosto 1953) è un attore statunitense di origini italiane, attivo prevalentemente in ruoli televisivi da caratterista e principalmente conosciuto per l'interpretazione del boss Johnny Sack nella serie televisiva I Soprano.

## Biografia
Inizió la sua carriera da attore a 38 anni con la serie televisiva Law & Order - I due volti della giustizia.

## Filmografia

### Cinema
- Dearly Beloved, regia di Jeff Mazzola - cortometraggio (1995)
- Hot Ice, regia di Karl Ernest (2000)
- I Am Woody, regia di Fred Gallo - cortometraggio (2003)
- 2BPerfectlyHonest, regia di Randel Cole (2004)
- The Signs of the Cross, regia di John Reidy (2005)
- Johnny Slade's Greatest Hits, regia di Larry Blamire (2005)
- Dick & Jane - Operazione furto (Fun With Dick and Jane) (2005) - non accreditato
- Made in Brooklyn, di registi vari (2007)
- The Hungry Ghosts, regia di Michael Imperioli (2009)
- Frame of Mind, regia di Carl T. Evans (2009)
- Karma, Confessions and Holi, regia di Manish Gupta (2009)
- Cogan - Killing Them Softly (Killing Them Softly), regia di Andrew Dominik (2012)
- Boston - Caccia all'uomo (Patriots Day), regia di Peter Berg (2016) - non accreditato

### Televisione
- Law & Order - I due volti della giustizia (Law & Order) – serie TV, 2 episodi (1991-2000)
- Omicidio a Manhattan (Exiled), regia di Jean de Segonzac – film TV (1998)
- I Soprano (The Sopranos) – serie TV, 34 episodi (1999-2007) – Johnny Sack
- Squadra emergenza (Third Watch) – serie TV, 4 episodi (2004)
- Life on Mars – serie TV,  episodio 1x08 (2009)
- Detective Monk (Monk) – serie TV, episodio 8x04 (2009)
- Law & Order - Unità vittime speciali (Law & Order: Special Victims Unit) – serie TV, 5 episodi (2009-2017)
- Law & Order: Criminal Intent – serie TV, un episodio (2010)
- Person of Interest – serie TV, un episodio (2012)
- The Good Wife – serie TV, 5 episodi (2013-2014)
- Nicky Deuce, regia di Jonathan A. Rosenbaum – film TV (2013)
- Elementary – serie TV, un episodio (2014)
- Blue Bloods – serie TV, un episodio (2014)
- The Blacklist – serie TV, episodio 3x13 (2016)
- APB - A tutte le unità (APB) – serie TV, un episodio (2017)

## Doppiatori italiani
Nelle versioni in italiano delle opere in cui ha recitato, Vincent Curatola è stato doppiato da:
- Ambrogio Colombo ne I Soprano, Cogan - Killing Them Softly, Law & Order - Unità vittime speciali (ep. 16x21, 18x03, 19x01, 21x20)
- Angelo Nicotra in The Blacklist, APB
- Oreste Rizzini in Squadra Emergenza
- Dario De Grassi in Person of Interest
- Pietro Biondi in Law & Order - I due volti della giustizia (ep. 10x16)
- Mario Bombardieri in Detective Monk
- Luca Biagini in The Good Wife
- Maurizio Scattorin in Nicky Deuce
- Renzo Stacchi in Elementary
- Paolo Lombardi in Blue Bloods
- Fabrizio Temperini in Boston - Caccia all'uomo
- Daniele Valenti in Law & Order - Unità vittime speciali (ep. 17x02)